# Jianping
Der Kreis Jianping (建平县,  Jiànpíng Xiàn) ist ein chinesischer Kreis, der zum Verwaltungsgebiet der bezirksfreien Stadt Chaoyang im Westen der Provinz Liaoning gehört. Er hat eine Fläche von 4.863 km² und zählt 455.826  Einwohner (Stand: Zensus 2020).